# Campo de críquet de Stanford
El Campo de críquet de Stanford (en inglés: Stanford Cricket Ground) coloquialmente conocido como "Estadio Sticky Wicket", es un campo de críquet en Osbourn, Parroquia de Saint George, Antigua y Barbuda. Era conocido previamente como el Campo de críquet Airport o del aeropuerto, antes de que fuera adquirido por Allen Stanford y reconstruido en 2004. Es la sede habitual del equipo de las Islas de Sotavento, y ha sido sede de muchas organizaciones internacionales como twenty20, que incluye tanto el torneo de 2006 y 2008 de Stanford 20/20 y el Stanford Super Series 2008.
El estadio también alberga los partidos de fútbol del Antigua Barracuda FC de la USL Pro.